# Critérium International 1987
Il Critérium International 1987, cinquantaseiesima edizione della corsa, si svolse dal 28 al 29 marzo su un percorso di 273 km ripartiti in 3 tappe, con partenza e arrivo ad Antibes. Fu vinto dall'irlandese Sean Kelly della KAS-Canal 10 davanti al suo connazionale Stephen Roche e al francese Pascal Simon.

## Tappe
| Tappa  | Data     | Percorso                              | km  | Vincitore di tappa | Leader cl. generale |
| ------ | -------- | ------------------------------------- | --- | ------------------ | ------------------- |
| 1ª     | 28 marzo | Antibes > Juan-les-Pins               | 179 | Steve Bauer        | Steve Bauer         |
| 2ª     | 29 marzo | Juan-les-Pins > Caussols              | 84  | Sean Kelly         | Sean Kelly          |
| 3ª     | 29 marzo | Antibes > Antibes (cron. individuale) | 10  | Sean Kelly         | Sean Kelly          |
| Totale | Totale   | Totale                                | 273 |                    |                     |

## Dettagli delle tappe

### 1ª tappa
- 28 marzo: Antibes > Juan-les-Pins – 179 km

| Pos. | Corridore     | Squadra  | Tempo    |
| ---- | ------------- | -------- | -------- |
| 1    | Steve Bauer   | Toshiba  | 4h27'13" |
| 2    | Franck Pineau | Reynolds | s.t.     |
| 3    | Eddy Schepers | Carrera  | s.t.     |

| Pos. | Corridore   | Squadra | Tempo    |
| ---- | ----------- | ------- | -------- |
| 1    | Steve Bauer | Toshiba | 4h27'13" |

### 2ª tappa
- 29 marzo: Juan-les-Pins > Caussols – 84 km

| Pos. | Corridore     | Squadra      | Tempo    |
| ---- | ------------- | ------------ | -------- |
| 1    | Sean Kelly    | KAS-Canal 10 | 2h27'16" |
| 2    | Stephen Roche | Carrera      | s.t.     |
| 3    | Rolf Gölz     | Superconfex  | a 38"    |

| Pos. | Corridore  | Squadra      | Tempo |
| ---- | ---------- | ------------ | ----- |
| 1    | Sean Kelly | KAS-Canal 10 |       |

### 3ª tappa
- 29 marzo: Antibes > Antibes (cron. individuale) – 10 km

| Pos. | Corridore     | Squadra      | Tempo  |
| ---- | ------------- | ------------ | ------ |
| 1    | Sean Kelly    | KAS-Canal 10 | 16'08" |
| 2    | Stephen Roche | Carrera      | a 10"  |
| 3    | Thierry Marie | Système U    | a 21"  |

| Pos. | Corridore     | Squadra      | Tempo    |
| ---- | ------------- | ------------ | -------- |
| 1    | Sean Kelly    | KAS-Canal 10 | 7h09'21" |
| 2    | Stephen Roche | Carrera      | a 11"    |
| 3    | Pascal Simon  | Z-Peugeot    | a 1'05"  |

## Classifiche finali

### Classifica generale
| Pos. | Corridore             | Squadra      | Tempo    |
| ---- | --------------------- | ------------ | -------- |
| 1    | Sean Kelly            | KAS-Canal 10 | 7h09'21" |
| 2    | Stephen Roche         | Carrera      | a 11"    |
| 3    | Pascal Simon          | Z-Peugeot    | a 1'05"  |
| 4    | Eddy Schepers         | Carrera      | a 1'21"  |
| 5    | Laurent Fignon        | Système U    | a 1'23"  |
| 6    | Claude Criquielion    | Hitachi-Marc | a 1'50"  |
| 7    | Jean-François Bernard | Toshiba      | a 3'10"  |
| 8    | Charly Berard         | Toshiba      | a 4'11"  |
| 9    | Régis Clère           | Teka         | a 4'45"  |
| 10   | Laurent Biondi        | Système U    | a 4'57"  |